# Hercule-Mériadec de Rohan-Guéméné
Pour les articles homonymes, voir Hercule-Mériadec de Rohan.
Hercule-Mériadec de Rohan (13 novembre 1688 - 21 décembre 1757), duc de Montbazon puis prince de Guémené, pair de France, est un très important gentilhomme français.

## Biographie
Hercule-Mériadec est le troisième enfant et le second fils de Charles III de Rohan (1655-1727) et de Charlotte-Élisabeth de Cochefilet.
D'abord connu sous le nom de comte de Rochefort, puis prince de Montbazon à la mort de son frère aîné en 1717, il succède aux titres de duc de Montbazon et de prince de Guémené en octobre 1727.
Parmi ses frères, il compte un évêque de Strasbourg et l'archevêque de Reims.
Il épouse sa cousine, Louise de Rohan (1704-1780), fille d'Hercule-Mériadec de Rohan-Soubise, prince de Soubise et d'Anne-Geneviève de Lévis. Le couple a sept enfants dont le prochain prince de Guémené.
Sa femme présente leur fille, Charlotte-Louise, à Louis XV et à la reine Marie Leszczyńska le 26 octobre 1737 au château de Fontainebleau. Deux jours plus tard, Charlotte-Louise épouse le prince de Masserano, ambassadeur d'Espagne à Londres.
Hercule-Mériadec meurt à Sainte-Maure à l'âge de 69 ans et son fils Jules lui succède. Ses deux plus jeunes fils deviennent ensuite cardinaux et seule une de ses filles, Charlotte-Louise, a une descendance, aujourd'hui installée en Autriche.

## Famille et descendance
Hercule-Mériadec épouse en 1718, Louise, fille d'Hercule-Mériadec de Rohan-Soubise, duc de Rohan-Rohan puis prince de Soubise, et d'Anne-Geneviève de Lévis. Ils ont 7 enfants :
- Charlotte-Louise (1722-1786), dite « Mademoiselle de Rohan », qui épouse en 1737 Victor-Amédée-Philippe Ferrero Fieschi, prince de Masserano ;
- Geneviève-Armande (1724-1766), abbesse de Marquette ;
- Jules-Hercule-Mériadec (1726-1800), prince de Rohan, pair de France, lieutenant-général, qui épouse en 1743 Marie-Louise de La Tour d'Auvergne ;
- Marie-Louise (1728-1737) ;
- Louis-Armand, prince de Montbazon, né le 18 avril 1731, guillotiné le 24 juillet 1794. Vice-amiral en 1784, il épouse en 1771 Louise, fille de François Le Tonnelier, marquis de Fontenay-Trésigny ;
- Louis-René-Édouard (1734-1803), prince de Rohan, cardinal, évêque de Canope de 1760 à 1779 puis évêque de Strasbourg, grand aumônier de France, qui fut impliqué dans la fameuse affaire du Collier ;
- Ferdinand-Maximilien-Mériadec (1738-1813), prince de Guémené, archevêque de Bordeaux puis archevêque de Cambrai.